# Уваров, Василий Тимофеевич
Васи́лий Тимофе́евич Ува́ров (9 января 1919 — 9 июля 1943) — командир взвода 1180-го истребительно-противотанкового артиллерийского полка (13-я отдельная истребительно-противотанковая бригада, 2-я танковая армия, Центральный фронт), младший лейтенант. Герой Советского Союза.

## Биография
Родился 9 января 1919 года в селе Меловая ныне Балаклейского района Харьковской области. В 1936 году уехал на работу в Донбасс. Участвовал в строительстве шахты в Донецке.
В 1938 году призван в Красную Армию. Служил в артиллерийской части. На фронте в Великую Отечественную войну с июля 1942 года. Участвовал в оборонительных боях северо-западнее города Серафимович, с ноября 1942 года по февраль 1943 года в окружении сталинградской группировки противника. С марта 1943 года сражался на Центральном фронте.
9 июля 1943 года на огневой взвод под командованием младшего лейтенанта Уварова противник предпринял восемь атак, которые были отбиты. Когда были разбиты орудия Уваров поднял бойцов в контратаку. Погиб в бою. 24 декабря 1943 года за мужество, отвагу и героизм младшему лейтенанту Уварову Василию Тимофеевичу посмертно присвоено звание Героя Советского Союза.